# Femen
Femen (en ucraïnès: Фемен) és un moviment feminista fundat a Kíev, Ucraïna, l'any 2008 que protesta contra el patriarcat, les dictadures, les institucions religioses i la indústria del sexe, elements considerats per l'organització com opressius per a les dones. Les activistes del moviment es declaren com a defensores de la igualtat de drets, de la justícia social i de la democràcia, i enemigues de l'homofòbia, del racisme i del feixisme.
L'organització, que busca “defensar la igualtat sexual i social en el món”, ha aconseguit el seu reconeixement i l'atenció dels mitjans periodístics per la naturalesa de les seves protestes, on les noies apareixen amb una corona de flors que simbolitza la llibertat i la independència, amb els pits descoberts i amb missatges sobre la pell que constitueixen una autèntica crítica al masclisme i al patriarcat. Tot i les diverses reaccions que han aixecat les seves protestes, Femen defensa el nudisme com a reclam i forma de protesta, ja que diu que “El problema està en la connotació sexual que se li ha atribuït al cos de la dona”.

## Història

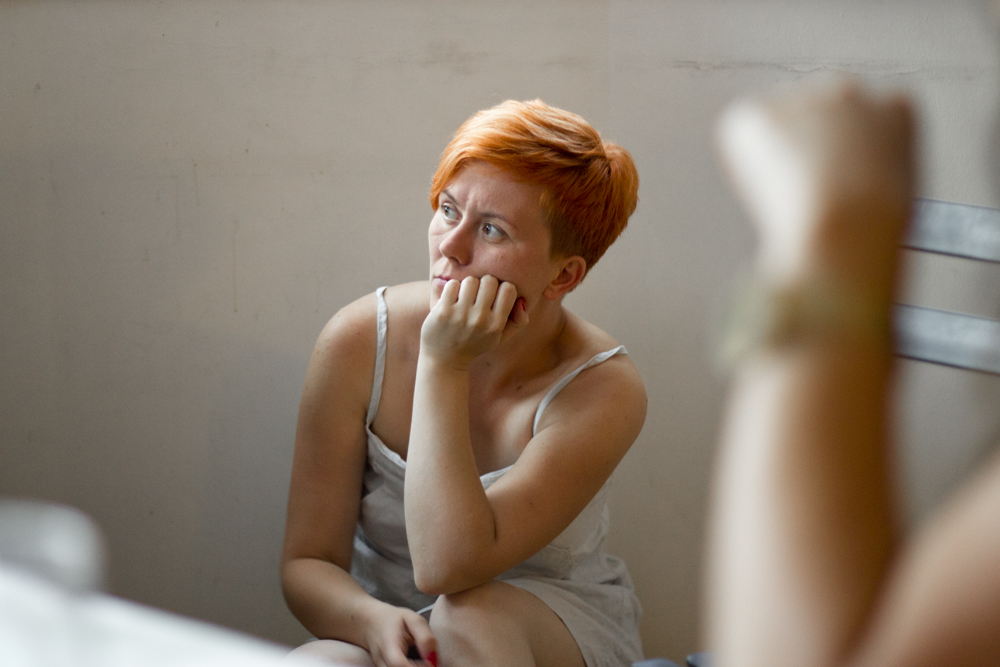
Anna Hutsol, fundadora del moviment

Femen va néixer el 2008 de la mà d'Anna Hutsol, una activista nascuda el 1985 a Ucraïna, per a lluitar contra la falta d'oportunitats de les dones ucraïneses, després d'adonar-se de la situació de milers de joves explotades sexualment a l'estranger, on arriben amb falses promeses.
Alhora, però, Femen va néixer a Ucraïna amb l'objectiu de renovar la imatge del feminisme en el país. Les activistes volen posar fi a “l'estereotip que la societat masclista ha imposat sobre el feminisme: dones poc atractives i homosexuals”. Femen, a la recerca de canviar la percepció del feminisme, vol demostrar que “una dona atractiva i amb roba provocativa no necessàriament ha de respondre a l'estereotip de dona ximple, sinó que, tal com intenten demostrar a través de les seves protestes, pot ser intel·ligent i activa”. És a dir, tal com va declarar l'activista Oksana Shachko, “Necessitem una nova forma de cridar l'atenció”.
El 2008, any de la fundació del moviment, les activistes del grup foren joves universitàries en la vintena, i que portaven a terme la majoria de les seves protestes a Kíev; Tot i que el seu radi de protesta va marxar ampliant a altres ciutats ucraïneses com ara Odessa, Dniprò i Zaporíjia.
L'organització lluitava per "aconseguir que les dones ucraïneses prenguessin un paper important en el futur polític i social d'Ucraïna", per tal de fer-ho, va començar a fer els tràmits necessaris per a presentar-se a les eleccions del Parlament d'Ucraïna de 2012. El seu objectiu era “organitzar, per al 2017, una revolució de dones”.
Durant el primer any de fundació, les activistes del moviment no protestaven en topless, sinó que apareixien amb roba interior en les seves accions, però a l'agost de 2009, Oksana Shachko, una de les activistes més joves, va provocar el reconeixement per part dels mitjans de comunicació del moviment després de protagonitzar una protesta en topless. Aquest moment va marcar un punt d'inici per a Femen, que va reivindicar el seu reconeixement com a grup sextremista, és a dir, que defensa l'ús del cos de la dona per a reclamar la igualtat política i sexual.

### Reconeixement internacional
Femen va guanyar-se l'atenció dels mitjans de comunicació d'arreu del món arran de la protesta en què l'activista Inna Xevtxenko, una de les líders del moviment, tombava una creu catòlica, aixecada en honor dels catòlics que van ser víctimes de la persecució dels soviètics a tocar de la plaça Maidan, amb una moto serra l'any 2012 i en solidaritat amb el grup feminista Pussy Riot. L'actuació, a part de provocar la indignació de part de la societat ucraïnesa, sobretot dels sectors més conservadors i dels familiars de les víctimes, va servir per posar en el punt de mira les activistes de Femen i començar a qüestionar el seu nudisme com a forma de protesta.
Aquest acte, alhora, va ser un dels factors que van provocar la internacionalització del moviment, doncs l'activista Inna Xhevtxenko i les seves companyes van haver de demanar exili polític a França, on es van instal·lar i on el seu moviment va començar a adquirir veu internacional, ja que, segons Femen: “Tot i les diferències de cultures, el moviment defensa els drets universals de totes les dones ”.

## Organització

### Finançament i lideratge

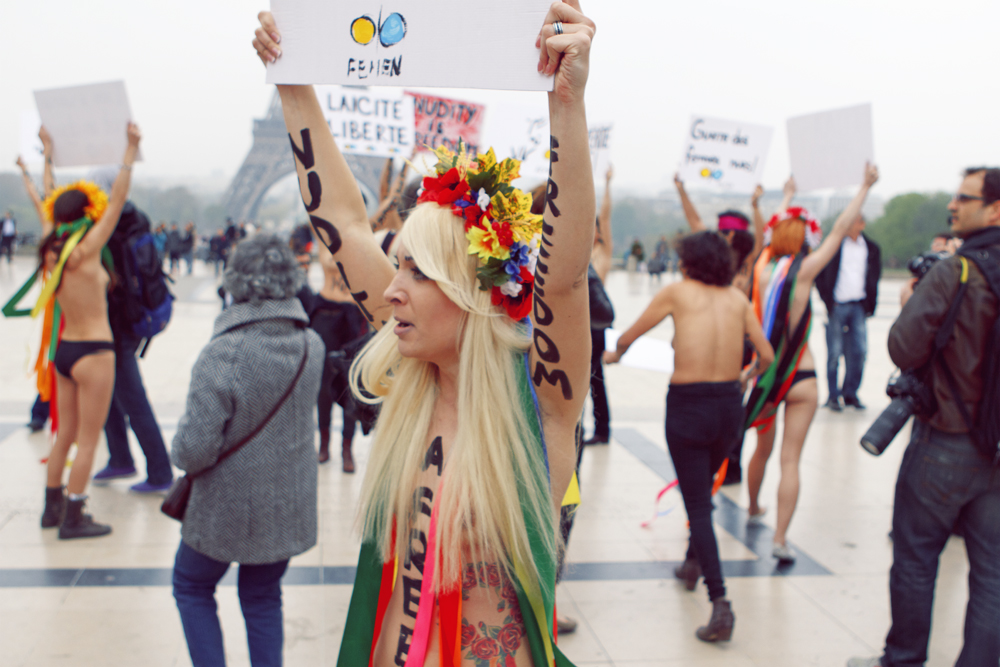
L'activista Inna Xhevtxenko durant una manifestació a París

El finançament de Femen és un dels temes menys coneguts del moviment. Mentre que les activistes defensen que la totalitat dels diners que el grup utilitza per a les protestes prové de la venda de productes -samarretes, corones de flors, esprais de pintura- de publicitat del moviment, també accepten rebre donacions per part de persones anònimes, entre els quals s'han desvelat els noms d'alguns empresaris com ara l'alemana Helmut Geier o l'empresari israelo-americà Jed Sunden. Tot i la defensa per part de les activistes de Femen de tenir un finançament totalment transparent, segons una periodista ucraïnesa que es va infiltrar en el moviment, “les activistes de Femen reben un salari mensual d'uns 1000$, i tenen totes les despeses dels seus viatges pagats, així com l'alt nivell de vida que porta la líder del grup, Inna Xevtxenko”.

### Protestes

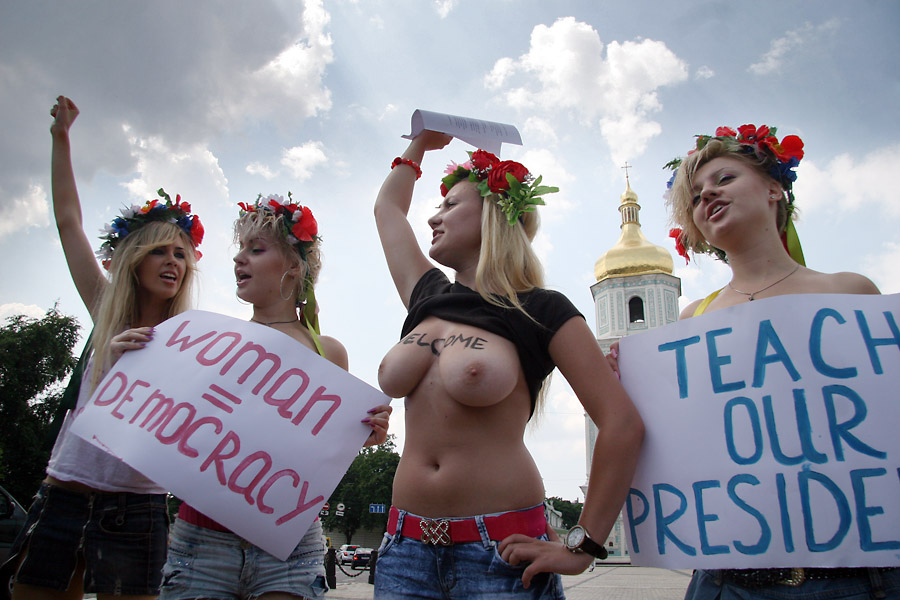
Protesta a Kíev durant la visita de Hillary Clinton el 2010

El reconeixement mundial de què gaudeix Femen es deu a la seva forma de protesta, on dones sense samarreta i amb lemes provocatius protesten contra les desigualtats socials de les dones, el patriarcat, el turisme sexual, la prostitució i les institucions religioses.
Diferents sectors de la societat consideren que les protestes violen la mateixa llibertat d'expressió perquè constitueixen un atac per a les religions i altres institucions, mentre que altres defensen que el perill i el risc a les que s'enfronten les joves activistes en les seves protestes és elevadíssim. En països com ara Espanya, on van protestar al Congrés dels Diputats en contra de la nova Llei de l'Avortament, o a França, on, entre moltes altres protestes, van enfrontar-se a la diputada d'extrema dreta Marine Le Pen, aquestes accions solen costar unes hores als calabossos, però en altres països com ara Tunísia,on també es van manifestar davant del Ministeri d'Interior, o en les repúbliques exsocialistes, i ara països ortodoxos i neoliberals, aquestes protestes tenen com a conseqüència important penes de presó, violència policial i repercussions com l'exili.
Aquestes accions, les antireligioses sobretot, aixequen molta polèmica entre la societat, no tan sols entre els sectors més conservadors, sinó també en aquells que consideren que les accions antireligioses de Femen excedeixen de violentes i ataquen la llibertat religiosa de les persones.
Cal destacar que les protestes de l'organització feminista no només estan centrades en la lluita per la igualtat de drets i el patriarcat, sinó que també tracten temes com ara l'homofòbia, la prostitució, la indústria del sexe o el feixisme.
Algunes de les protestes més significatives:
- Desembre de 2012, París, “In gay we trust”: Les activistes de Femen van aprofitar la manifestació d'alguns grups catòlics integristes contra el matrimoni homosexual per tal de protestar contra les institucions religioses i reclamar els drets del col·lectiu gai. Les activistes van ser brutalment agredides per la policia francesa.
- Desembre de 2012, Bèlgica, “Putin go home”: Amb motiu de la reunió de la Unió Europea amb Rússia, les activistes de Femen es van manifestar en contra del president del país més gran del món i alhora contra la Unió Europea, a la que acusaven de "negociar amb el diable". Les activistes van ser detingudes per la policia belga.
- Gener de 2013, Davos, “Defensa de l'economia mundial”: Tres activistes de Femen, durant els dies en què es va celebrar a Suïssa el Fòrum econòmic mundial, es van manifestar per reclamar una redistribució equitativa entre gèneres, ja que, tal com van declarar “les dones són les persones més nombroses en el món, però a l'hora són les més pobres i les menys educades".
- Febrer de 2013, Roma, “Basta Berlusconi”: Tres activistes de Femen es van concentrar a la sortida del col·legi Dante Alighieri, on l'exprimer ministre italià Silvio Berlusconi estava votant per a les eleccions del país. Amb la protesta Femen demanava continuar amb el cas judicial obert contra Berlusconi per la polèmica de la prostituta menor d'edat amb la qual mantenia relacions.
- Febrer de 2013, Berlín, “Contra el feixisme”: Diverses activistes van intentar entrar en l'edifici en què se celebrava el congrés del Partit Nacional Demòcrata d'Alemanya per tal de protestar contra aquest grup polític que consideren neonazi.
- Febrer de 2013, Rio de Janeiro, “Contra el turisme sexual”: Diverses activistes de Femen es van manifestar a l'aeroport de Galeão per tal de mostrar la seva oposició a l'arribada, amb motiu del Carnaval de Rio, de turistes amb l'objectiu de gaudir d'un ampli ventall de noies joves. L'organització denunciava la indústria sexual brasilera que estava entrenant a les noies per al pròxim mundial de Futbol.
- Març de 2013, Ciutat del Vaticà, “Pope no more”: Minuts abans d'escollir al nou Papa, dues integrants de Femen, en topless i amb lemes sobre la pell on es podia llegir “Pope no more” van encendre bengales de color vermell per tal de “denunciar la violenta i sanguinària història del cristianisme”. Les activistes, que es trobaven a la Plaça de Sant Pere, van ser detingudes.

## Sextremisme: nudisme com a forma de protesta
La forma de protesta de les activistes de Femen: amb els pits descoberts, corones de flors al cap i lemes que ataquen a l'església i altres institucions patriarcals sobre la pell han causat molta polèmica arreu del món, fins i tot dins del mateix feminisme. Aquest nudisme ha facilitat i augmentat la repercussió de les seves accions, però no sempre de forma positiva. Tot i que reben molta atenció per part dels mitjans de comunicació mundials, sovint aquesta atenció es desvia en la forma del seu missatge i no en la naturalesa d'aquest.
Cada vegada que les activistes de Femen surten a protestar sorgeixen reaccions al voltant de les seves accions, i no pel missatge que llencen a través de la protesta sinó per la forma en què mostren la protesta.
Femen lluita en contra del sexisme, el turisme sexual i el patriarcat de les institucions religioses a través del nudisme, però aquest és
altament criticat per molts sectors feministes que posen en dubte l'eficàcia del nudisme com a reclam i forma de protesta, cosa que consideren “accentua la imatge d'objecte sexual de la dona”. Femen, al contrari, argumenta que el problema està en la connotació sexual que se li ha atribuït al cos de la dona.
“Les imatges misògines del cos de la dona que veiem en la publicitat, pornografia, art..., ens conviden a observar qualsevol representació sexual del sexe femení amb certa suspicàcia”, va declarar la líder de Femen Espanya, Lara Alcázar.
Tot i que els objectius i la mateixa definició de Femen que trobem en la seva pàgina oficial, on es presenten com a “una organització de dones activistes en topless que defenen la igualtat sexual i social en el món”, sovint ha provocat que, des d'alguns sectors de la població, se les acusi de voler fama i protagonisme. Les activistes de Femen, però, intenten justificar els seus provocatius mètodes amb declaracions tals com: “Aquesta és l'única manera que tenim de ser escoltades en aquest país. Si protestéssim amb pancartes senzilles, les nostres demandes mai no serien escoltades.”

## Oposició a la religió

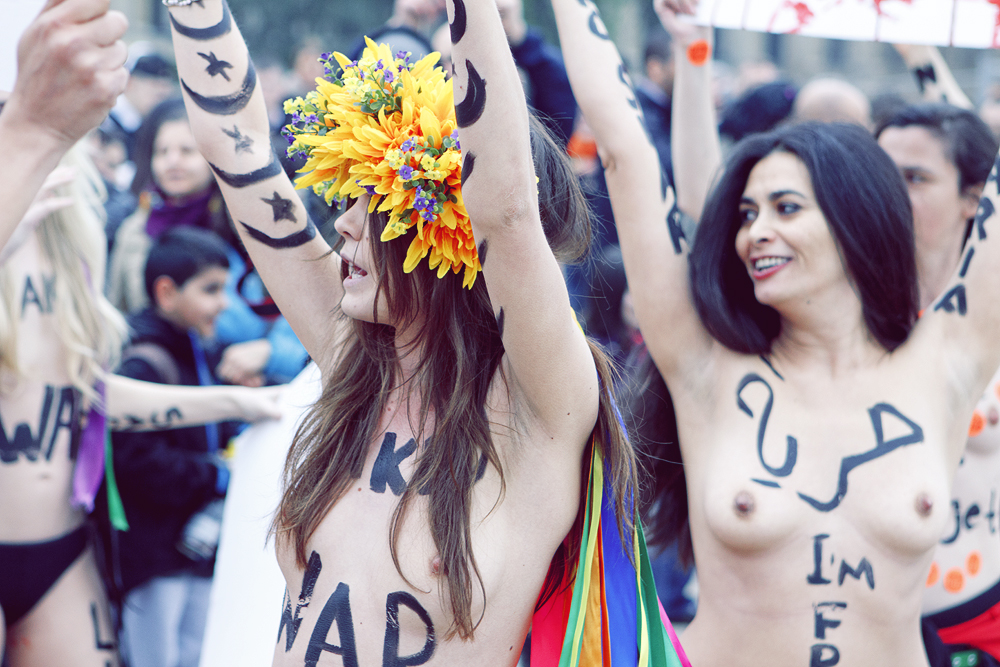
L'activista ucraïnesa Oksana Xatxko i l'egípcia Alia El Mahdi

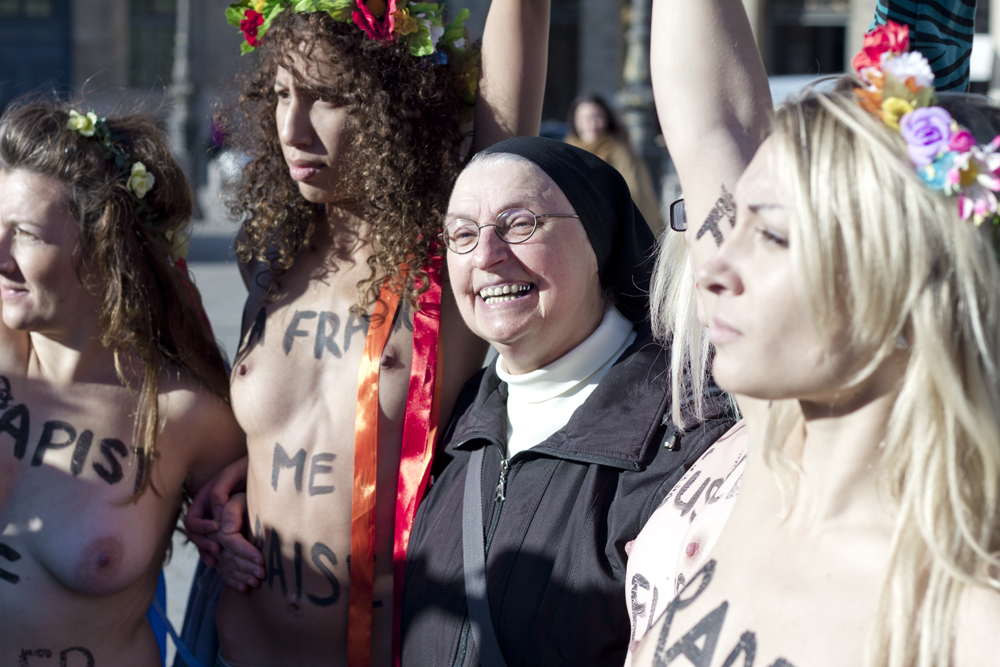
Protesta davant del Ministeri de Justícia francès

Femen s'oposa a la religió i a les seves institucions, a les que consideren amigues del patriarcat i enemigues de la igualtat sexual i social en el món. Per a les activistes Femen la religió constitueix un obstacle per a la llibertat d'orientació sexual i una barrera per al desenvolupament de les dones. “El poder d'elecció de les dones va quedar anul·lat en el moment en què es va escriure l'Alcorà o la Bíblia”- va declarar recentment Lara Alcázar, la líder de Femen España, en una entrevista en la qual també va fer altres declaracions tals com “La religió, sigui quina sigui, acaba amb la llibertat de les persones, i més concretament la de les dones, que sempre són vistes com un element de desig i provocació”.
La seva oposició a la religió i les seves institucions ha estat la protagonista de moltes de les protestes. Alguns exemples de la seva lluita contra les institucions religioses:
- Novembre de 2011: En un discurs del papa Benet XVI, l'activista Alexandra Xhevtxenko, va sortir amb una bandera on es llegia “Llibertat per a les dones”. Les activistes van ser detingudes per la policia italiana.
- Abril 2012: Diverses activistes van protestar contra la llei d'avortament d'Ucraïna a la Catedral de Santa Sofia de Kíev. Van ser detingudes per la policia.
- Juliol de 2012: En una de les visites de Ciril I de Moscou, l'activista Yana Zhdanova va rebre al líder ortodox cristià amb un missatge als pits on es llegia “Fora”. Va ser empresonada durant 15 dies.
- Agost de 2012: Durant els Jocs Olímpics de Londres del 2012, Femen va mostrar la seva oposició als règims islamistes en una protesta en què les dones, vestides amb la indumentària pròpia dels homes musulmans, portaven cartells on es podia llegir “No Xaria”. La protesta es va dur a terme durant els jocs olímpics, ja que les activistes acusaven el COI de donar suport a règims islamistes.
- Agost de 2012: L'activista de Femen Inna Xhevtxenko va tallar amb una serra una creu de fusta de la ciutat de Kíev construïda en honor dels catòlics víctimes de la persecució dels soviètics. L'acció buscava mostrar el seu suport al grup Pussy Riot. Com a conseqüència, l'activista va haver d'abandonar el país i es va obrir un procés judicial en contra de Femen.
- Desembre de 2012: Aprofitant que en aquell moment el poble egipci decidia si incloïa o no la Xaria en la constitució, diverses activistes de Femen es van manifestar davant de l'ambaixada d'Egipte a Suècia totalment nues, cobrint els seus genitals amb llibres que pretenien imitar la Tora, la Bíblia i l'Alcorà.
- Abril 2013: Diverses activistes Femen van cremar la bandera salafista davant de la Gran Mesquita de París per tal de mostrar la seva solidaritat amb l'activista tunisiana Amina Tyler.

## Polèmiques

### L'exactivista tunisiana Amina Tyler
Una de les polèmiques més grans que envolten al nou moviment feminista, que ha suposat un canvi radical respecte al feminisme occidental i clàssic que veiem, és la relacionada amb l'activista tunisiana i exmembre de Femen, Amina Sboui, també coneguda com a Amina Tyler. El nom d'aquesta jove tunisiana de tan sols té 19 anys, va aparèixer en els mitjans de comunicació de tot el món després de penjar en el seu perfil de Facebook una fotografia en la qual apareixia mostrant els pits i amb un missatge en àrab escrit sobre la pell en el qual es llegia: “El meu cos és meu i de ningú més”. Amb la fotografia Amina Tyler mostrava al món que s'havia unit al grup feminista Femen, fins aquell moment desconegut en la majoria de països àrabs i musulmans i que es convertia, així, en la primera activista àrab del moviment. La fotografia va aixecar les crítiques dels sectors més conservadors de la societat tunisiana, entre els quals es trobaven un imam –líder espiritual- que va pronunciar una fàtua –norma islàmica- en la què demanava una condemna de 100 fuetades per a l'activista. Femen va iniciar una campanya a favor de l'activista, tot i que les declaracions del clergue no tenien cap legitimat política ni judicial, és a dir, la fàtua no era vinculant a la llei i no implicava cap condemna administrativa, van començar a manifestar-se davant de les ambaixades tunisianes de diverses capitals europees com París o Roma.
Amina Tyler va decidir passar a l'acció en la seva lluita per a fer de Tunísia un país democràtic: va fer unes pintades en el mur del cementiri de la ciutat tunisiana de Kairuan. Amina Tyler va prendre aquesta premeditada decisió amb l'objectiu de protestar contra el congrés del partit salafista tunisià Ansar el Xaria, que se celebrava el mateix cap de setmana dels esdeveniments. L'activista va ser detinguda.
Durant la seva estada a la presó l'activista tunisiana es va desvincular del moviment acusant l'organització d'islamòfoba després d'una protesta en què les seves anteriors companyes van cremar una bandera salafista davant de la mesquita de París. Alhora va mostrar la seva desaprovació a la protesta enfront de l'ambaixada tunisiana a França, en la qual les noies van cridar “Amina Akbar, Akbar Femen” (Amina és la més gran, el més gran és Femen). Amina va declarar que “les accions de Femen havien estat contraproduents” i que “No vull que el meu nom estigui associat a
una organització islamòfoba. El que van fer va molestar molts musulmans i a molts dels meus familiars. Hem de respectar la religió de cada persona” van ser les seves declaracions de retirada del grup. 
A més, va exposar els seus dubtes entorn del finançament del grup i el va acusar de tenir un sistema de finançament opac. “No vull formar part d'una organització de la qual no sé d'on surten els diners. He preguntat diverses vegades, però no he obtingut cap resposta clara. I si és Israel qui l'està finançant? Jo només vull saber”– va declarar l'activista tunisiana.
Després d'aquestes declaracions en les quals anunciava la seva retirada del moviment, l'activista va publicar una fotografia a través de la seva pàgina oficial en la qual, despullada de cintura cap a dalt i amb una cigarreta a la boca, es podia llegir el següent missatge: “No necessitem la vostra democràcia”, que constitueix, als ulls de molts analistes, una clara crítica a l'organització Femen i el seu intent, des del punt de vista d'alguns, de globalització mundial del col·lectiu feminista.

### Victor Svyatski, el suposat fundador de Femen

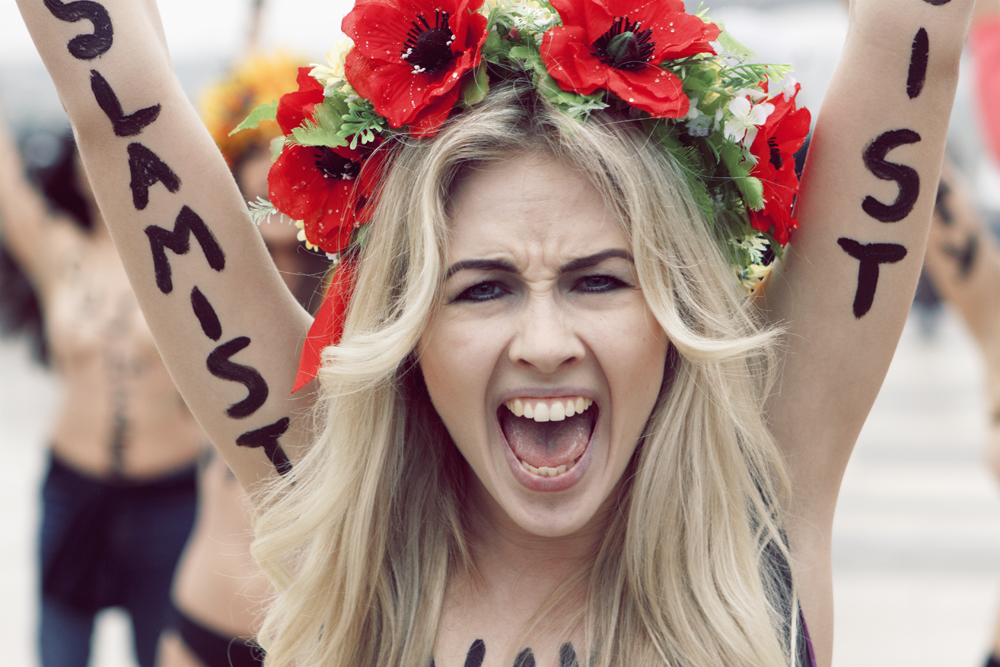
L'activista ucraïnesa Alexandra Xhevtxenko

El documental Ucrania is not a brothel, de la directora Kitty Green, que es va poder veure aquest any en el Festival de Cinema de Venècia, va revelar que el moviment ucraïnès estava dominat per Victor Svyatsky, un autoproclamat patriarca, cosa que, segons l'opinió de
la majoria, i tenint present que aquest moviment feminista lluita contra al patriarcat, resulta bastant paradoxal, ja que no resulta molt feminista que un grup de dones activistes estigui en realitat dirigit per un home, ni menys per un home que deprecia l'opinió de les seves militants.
La cineasta australiana va acompanyar al grup feminista durant 1 any, on va ser testimoni que el lideratge del grup estava, en realitat, en mans de Victor Svyatsky.
”Va ser tot un impacte moral quan em vaig adonar de com funcionava l'organització. Era bastant horrible amb les noies. Les cridava i els deia putes”- va declarar la cineasta.
A part d'encarregar-se d'administrar el finançament i els temes relacionats amb la publicitat, es diu que el procés de reclutament de les activistes també era una de les tasques que requerien sobre Svuatski. «Era el seu moviment i ell escollia a les noies. Escollia les més guapes perquè són les que venen més diaris, obtenen la portada. Les noies es van convertir en la seva imatge, la forma amb la qual venien la marca», va dir Green.
Svyatsky no va tardar a pronunciar-se al respecte, i va declarar: «Sempre he fet tot en col·laboració amb les tres fundadores de Femen. Em coneixen des de fa molts anys, de la meva ciutat natal de Khmelnitski. Femen és un treball en equip. No sóc cap tirà».
Les activistes de Femen van assistir a la presentació de la pel·lícula a Venècia, la qual cosa posava en evidència que no estaven en total desacord amb la història de Green. De fet, una de les líders del moviment, l'activista Inna Xhevtxenko, va fer unes declaracions en les quals afirmava les acusacions. “Li vam donar permís a Kitty per tal de rodar la pel·lícula, per tant sabíem que mostraria la història del moviment i com Victor va prendre el paper de líder. Ha de quedar clar, però, que Victor no va fundar el moviment. Femen el va crear i organitzar una unió de dones” Tot i així, en unes altres declaracions, Femen van demostrar no sentir-se preocupada per l'impacte que pogués tenir el fet que el líder fos un home en el futur del grup.
“No estic preocupada perquè la pel·lícula parli del nostre passat. Al final, Victor va ser apartat. Fa més d'un any que va ser expulsat del moviment. El futur de Femen –i el que hem construït juntament amb les activistes de tot el món que se'ns han unit al llarg de l'any passat- es basa en les nostres pròpies idees i desitjos de lluitar contra el patriarcat i l'opressió”.
La premsa, impactada per la paradoxa del cas, es va preguntar per què un home que és qualificat de patriarca voldria ser el líder d'un moviment feminista que lluita amb l'objectiu de posar fi al patriarcat. Segons Inna Xhevtxenko, l'ambició de Svyatsky no era política ni feminista, sinó que volia estar en una posició de lideratge. “Quan em vaig unir a Femen, ell ja estava allà. Si volies formar part del moviment, havies d'acceptar que això era així”. Tot i així l'activista accepta, però, que l'estada de Víctor en el grup, tot i ser un tirà, va aportar coses positives. “Ens va despertar encara més ràbia. El nostre enemic és el patriarcat a escala global, però ell ens va ensenyar- amb un model pràctic el que és un patriarca. La ràbia i l'odi que sentíem contra ell ens va servir per a créixer com a moviment".
Tot i que el principal motiu pel qual Femen va haver d'abandonar Ucraïna i instal·lar la seva seu a la capital francesa resideix en el procés judicial que es va obrir contra les activistes després de la protesta en què Inna Xhevtxenko va tallar una creu amb una motoserra, hi ha fonts properes al moviment que defensen que la fugida de les activistes a França va ser una estratègia per a construir un Femen sense Victor Svyatsky. La sortida del patriarca del moviment va portar noves idees al grup, entre les quals estaven tenir una presència més destacada en altres països. De moment, Espanya ha sigut un dels últims països en què ha aterrat.

### Islamofòbia
Nombrosos sectors de la societat, fins i tot altres organitzacions feministes o ONG que defensen la llibertat religiosa, han acusat a l'organització Femen d'islamòfoba, de titllar l'islam de religió masclista i homogeneïtzar a tots els musulmans.
Després de protestes en què les dones cremaven banderes salafistes, utilitzaven l'Alcorà per a tapar-se els genitals, després d'irrompre en diverses mesquites i de declarar el dia 4 d'abril com el dia de la gihad topless; les reaccions de les dones musulmanes no es van fer esperar. A través de les xarxes socials les musulmanes van reivindicar el dret universal de practicar la seva religió. Alhora, com a
contraatac per a les acusacions per part de les activistes de Femen, van penjar fotografies a diferents xarxes socials on es podia llegir frases com ara: “No necessitem despullar-nos per a ser lliures” o bé, “El nudisme no m'alliberarà“ i “jo no necessito que em salvin”.
Aquest grup de dones musulmanes també va acusar Femen de no lluitar per a millorar la situació de les dones musulmanes sinó d'atacar les dones musulmanes. S'han queixat, a través de grups creats a diferents xarxes socials, que les activistes Femen no lluiten contra els homes misògins d'arreu del món, sinó que lluiten contra els musulmans.
L'activista Txitra Nagarajan també va mostrar el seu rebuig al moviment en una recent entrevista en la qual declarava: “La seva obsessió amb el nu s'alimenta d'un feminisme colonial racista“

## Activistes prototip, noies model

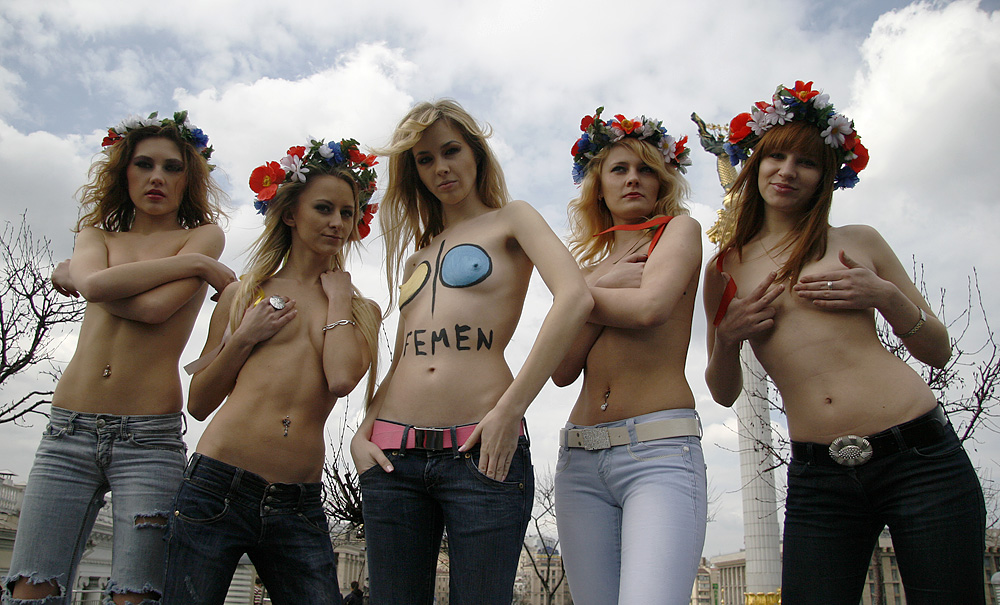
Activistes de Femen, any 2009

Diversos sectors de la població, especialment alguns col·lectius feministes, han criticat la discriminació que fa el moviment, amb l'exclusiva presència d'activistes joves, altes i primes entre els seus membres, cap a la resta de dones del món. Acusen a Femen d'alimentar un model de violència que fa invisibles les dones grasses. Des de l'organització, les activistes van declarar que no hi havia cap tipus d'impediment per a les dones “sense mesures perfectes” per a entrar a formar part de l'organització, però sí que es demanaven una sèrie de condicions físiques que permetessin a les noies fer
front als violents enfrontaments policials. A més a més, l'activista de Femen Oksana Shachko va fer unes declaracions en les quals deixava clar que aquesta imatge no era discriminatòria, sinó que, al contrari, "pretenia lluitar contra els estereotips del feminisme. La societat masclista ha convertit el feminisme en un estereotip: dones barbudes que fan l'amor entre elles i que volen matar als homes. Una dona atractiva, amb minifaldilla, amb uns bons tacons i maquillada no ha de ser necessàriament ximple. Es pot ser sexy, femenina, i al mateix temps, intel·ligent i activa. I això és el que busca Femen”, va dir Shachko.

## Femen internacional
Femen va néixer el 2008 a la ciutat ucraïnesa de Kíev. Des de llavors el moviment feminista ha ampliat el radi de les seves protestes: ha passat de fer protestes en barris aïllats de la capital ucraïnesa a protestar en llocs emblemàtics com ara la Torre Eiffel, en institucions polítiques com ara el Parlament, o religioses com ara catedrals o, fins i tot, en països àrabs i musulmans com Tunísia, on es manifestaren davant del congrés dels Diputats.
No només les seves protestes han guanyat en magnitud i repercussió mundial, sinó que Femen, després d'establir a París, el 18 de setembre de 2012,
el centre de formació per a activistes, va començar a fer manifestacions fora d'Ucraïna a l'abril de 2011, i ha creat sucursals internacionals en diferents ciutats europees com ara Varsòvia, Zúric o Roma o en altres ciutats d'arreu del món com ara Rio de Janeiro o Tel-Aviv.

### Femen Espanya

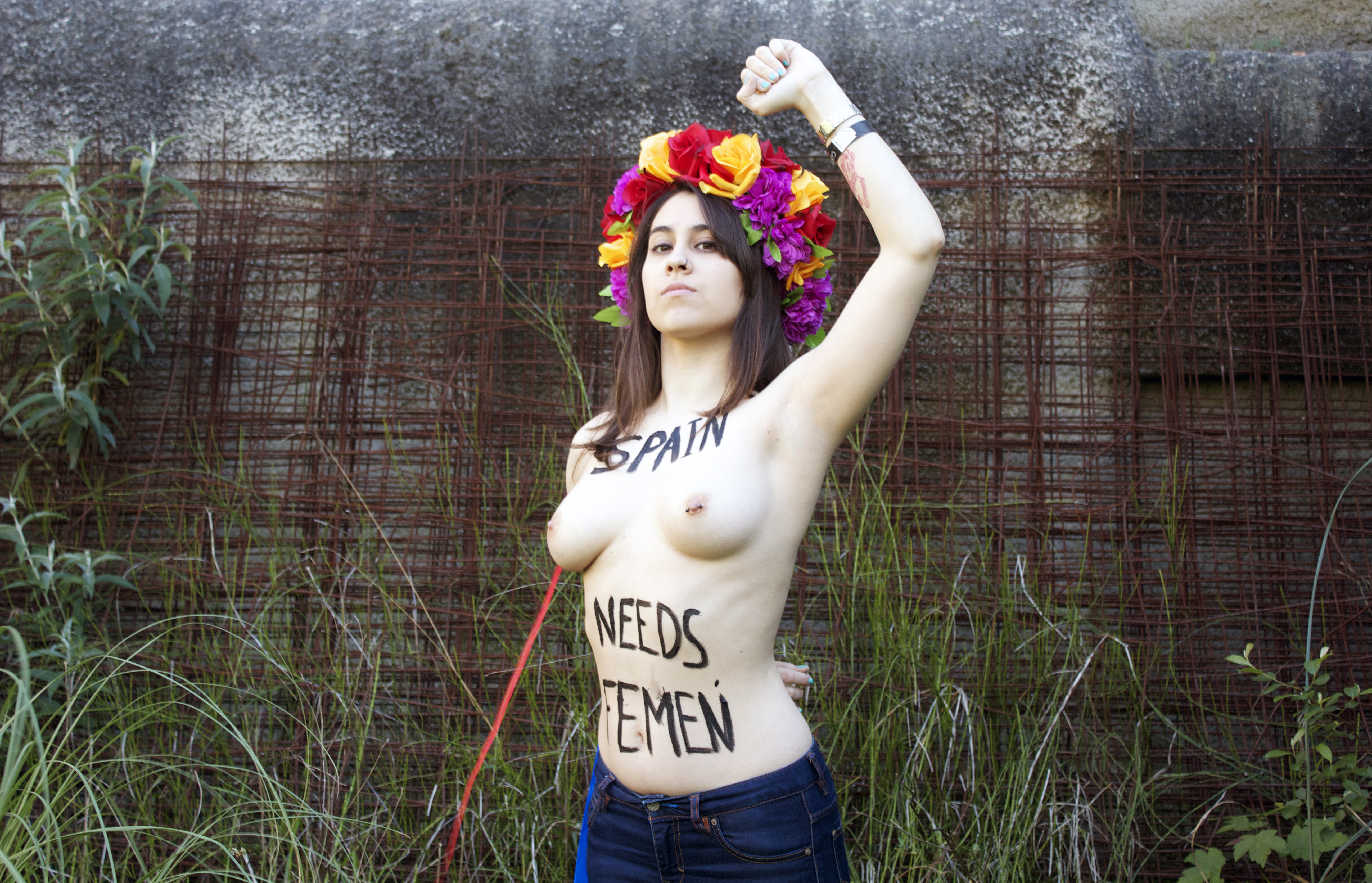
Lara Alcázar, líder de Femen Espanya

Al maig de 2013 Femen va arribar a Espanya. Actualment el moviment està liderat per l'estudiant Lara Alcázar. En una recent entrevista, la jove asturiana de 21 anys va denunciar la cada vegada més gran dependència de l'església per part del govern espanyol “en lleis com ara la de l'avortament o la possible reforma del matrimoni homosexual”. Alhora, va remarcar la importància de l'arribada de Femen a Espanya. “Es necessita un feminisme que actuï, que es faci visible i que la seva reivindicació sigui escoltada. A Espanya el feminisme està molt institucionalitzat, es basa en "seiem i parlem". Cal sortir al carrer i que les protestes siguin escoltades”, va declarar.
Actualment Femen Espanya ha centrat les seves protestes en la nova llei de l'avortament que, diuen, suposa un “atac per a la llibertat i un retrocés per als drets de la dona”. La darrera protesta de Femen Espanya es va centrar en la llei que, segons diuen, és la més restrictiva de la democràcia.

#### “L'avortament és sagrat”
El 3 de febrer de 2014, un grup d'activistes de Femen Espanya van manifestar-se en contra del president de la Conferència Episcopal Espanyola, Antonio María Rouco Varela, en el moment en què es disposava a entrar en una parròquia de la capital. Amb lemes com ara “L'avortament és sagrat” o “Stop màfia episcopal” les activistes van acusar Rouco de voler traslladar a les dones a l'època medieval.
Les reaccions a la protesta no es van fer esperar. Les primeres declaracions les va fer el ministre de justícia Alberto Ruiz-Gallardón, que va qualificar de “lamentable” la protesta organitzada per les activistes de Femen. Per altra banda, la presidenta de l'Associació de Dones Progressistes, Yolando Besteiro, va mostrar el seu suport a Femen amb aquestes declaracions: “Si resulta impactant que unes dones exhibeixin el seu cos per a posar de manifest el refús a una determinada actitud i a una determinada política d'estratègia per part de l'església, hauria de cridar-nos l'atenció a tots els ciutadans que l'església catòlica pretengui fer-se propietària de l'úter de les dones”

#### “Llibertat per avortar”
El 13 de juny de 2014, dues activistes van dur a terme una acció a la catedral de l'Almudena de Madrid consistent en encadenar-se al crucifix de l'altar major, cridant proclames a favor del dret de l'avortament i contra el projecte de reforma de la llei de salut sexual i reproductiva del ministre Gallardón. Per aquesta acció, foren acusades d'haver ofès els sentiments religiosos, jutjades i absoltes en considerar que el que havien fet fou «defensar una idea, la del dret a l'avortament.»

#### “Feixisme legal, vergonya nacional”
El 18 de novembre de 2018, tres activistes van irrompre en el míting que els grupuscles feixistes Movimiento por España i Asociación por la Derogación de la Memoria Historica havien convocat a la plaça d'Orient de la ciutat de Madrid amb motiu de la commemoració de la mort del dictador Franco. Durant l'acció, les activistes foren increpades i agredides pels presents i arrestades per la policia.

## Documentals
- Ukraine Is Not a Brothel (Kitty Green, 2013, documental sobre Femen)
- Je suis Femen (Alain Margot, 2014, documental sobre l'artista Oksana Shachko)